# Martin Sklenár
Martin Sklenár (* 15. července 1980) je slovenský politik a odborník v oblasti bezpečnostní politiky a mezinárodních vztahů, od května do října 2023 ministr obrany SR ve vládě Ľudovíta Ódora.

## Život
V roce 2003 absolvoval magisterské studium oboru mezinárodní vztahy a diplomacie na Fakultě politických věd a mezinárodních vztahů Univerzity Mateja Bela v Banskej Bystrici (FPVMV UMB) a v roce 2004 zde získal titul PhDr.
Od roku 2003 působil jako úředník na Ministerstvu obrany SR. V letech 2006–2009 byl obranným poradcem Stálé delegace SR při NATO a EU a v roce 2010 politickým expertem mise OSN v Kosovu. V letech 2011–2013 a 2017–2020 působil jako ředitel odboru bezpečnostní politiky na Ministerstvu zahraničních věcí SR. V letech 2014–2017 vedl politickou sekci na Velvyslanectví SR ve Washingtonu. V roce 2020 se stal generálním ředitelem sekce obranné politiky Ministerstva obrany SR.
V květnu 2023 se stal ministrem obrany v úřednické vládě Ľudovíta Ódora. Tím byl až do října téhož roku.